# Rotgießer
Rotgießer oder auch Apengießer ist der Name eines dem Gießereiwesen zuzuordnenden Berufs, der vor allem im 18. Jahrhundert sehr bedeutend war. In ihm wurde die handwerkliche Tradition der mittelalterlichen Beckenwerker fortgesetzt. Nach heutiger Diktion ist von Schwermetallgießern zu sprechen. 
Rotgießer stellen aus einer Legierung, deren Hauptbestandteile Kupfer und Zinn sind (Rotguss), verschiedenste Gussarbeiten her, wie etwa Statuen, Leuchter, Grabplatten, Taufbecken und anderes. Bis in die neueste Zeit sind Rotgießer zumeist auch Gelbgießer, die aus (gelben) Kupfer-Zinklegierungen (Messing) Gebrauchs- und Dekorationsgegenstände fertigen. 
Vor allem im spätmittelalterlichen Nürnberg war das Gewerbe sehr vielfältig, hier gab es unter anderen Spezialisten für Erstellen der Legierungen, für das Schmelzen und Gießen, die Formgebung und -herstellung, sowie auf bestimmte Teile spezialisierte Werkstätten, wie die der Gewichtemacher, Stückgießer, Glockengießer, Zapfengießer, Hahngießer, Rollenmacher und Messingdrechsler.